# 샤토 무통 로쉴드

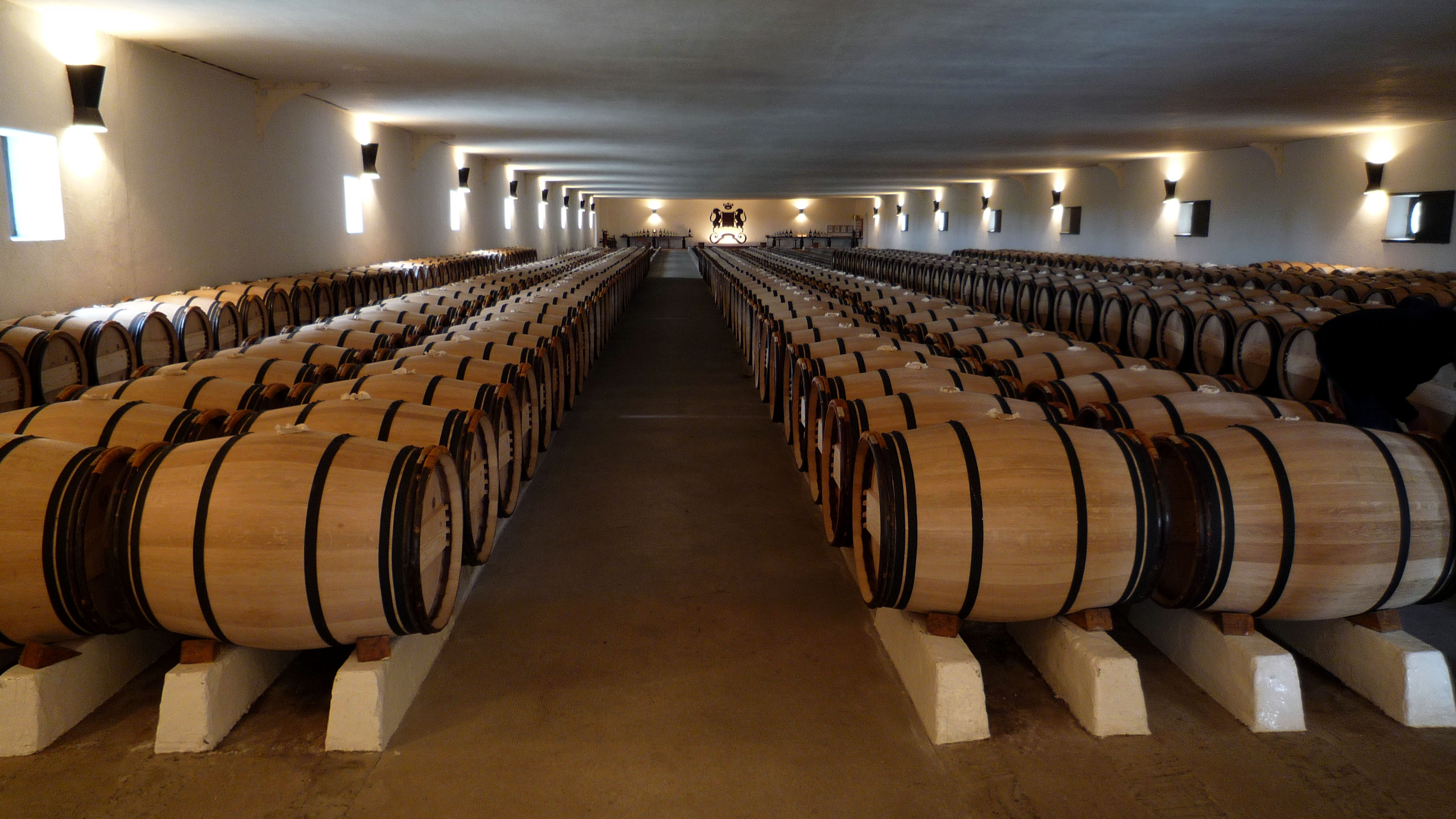
샤토 무통 로쉴드의 바리크.

샤토 무통 로쉴드(프랑스어: Château Mouton Rothschild)는 프랑스 보르도의 북서쪽으로 50 km 거리 있는 메도크의 포이약 마을에 위치한 포도주 와이너리(양조장)이다. 양조장 이름과도 같은 무통의 적포도주는 세계 최고의 클라레로 평가받고 있다. 원래 이름은 샤토 브란느무통(프랑스어: Château Brane-Mouton)이었지만 나다니엘 드 로트실트가 1853년에 "샤토 무통 로쉴드"로 개명했다. 무통은 라벨을 표시하기 시작한 최초의 샤토이다.

## 같이 보기
- 샤토 라피트 로쉴드